# Марсіянин (роман)
«Марсіянин» (англ. The Martian) — дебютний та перший опублікований роман американського письменника Енді Вейра. Спочатку автор самостійно опублікував його у 2011 році, а у 2012 видавництво «Crown Publishing» придбало права на публікацію і повторно видало роман у 2014 році.
Прем'єра однойменної екранізації Рідлі Скотта з Меттом Деймоном у головній ролі відбулася у жовтні 2015 року.
Головний герой, вигаданий американський астронавт Марк Вотні, через збіг несприятливих обставин залишається сам на Марсі і змушений імпровізувати, щоб вижити. Сюжет роману порівнюють з фільмами «Аполлон-13» та «Вигнанець».

## Подробиці сюжету
Астронавт НАСА Марк Вотні, ботанік та інженер-механік, залишається у скрутному становищі на Марсі, коли екіпаж з «Ареса 3», його місії, змушений покинути своє місце посадки в Acidalia Planitia через пилову бурю із сильними вітрами. Вотні був травмований антеною зв'язку під час евакуації, що знищило біо-моніторинг комп'ютера його «EVA»-скафандра, тому інші п'ять членів екіпажу вирішили, що він мертвий. Його травма насправді виявляється відносно незначною, але він лишається без способу зв'язатися із Землею. І тепер, Вотні повинен покладатися на свої наукові та технічні навички, щоб вижити, вирощувати картоплю в марсіянському середовищі існування екіпажу (або Будинку) і спалювати водень, щоб добути воду. Він починає вести журнал про свій досвід виживання протягом деякого часу, для якогось майбутнього археолога, що може виявити ці записи після його смерті. НАСА все ж виявляє, що Вотні живий, коли супутникові зображення місця посадки представили докази його життєдіяльності; вони починають працювати над способами, для його врятування. Але утримуються від звістки про його виживання для решти екіпажу «Ареса 3», що зараз на зворотному шляху на Землю на борту Гермеса — космічного корабля, щоб не відволікати їх від роботи у космосі та подорожі.
Вотні планує поїздку на 3200 кілометрів в Скіапареллі, коли «Арес 4» сяде туди з місією через чотири роки. Він починає модернізацію одного з роверів «Ares 3» для подорожі, додавши сонячні елементи та додатковий акумулятор. І робить довгий тест-драйв, щоб відновити стару автоматику апарата Pathfinder та ровер Sojourner та взяти їх з собою до Будинку, що дозволить йому зв'язатися із Землею. Мітч Хендерсон, директор Арес 3, переконує адміністратора NASA Тедді Сандерса, щоб той дозволив йому повідомити екіпаж «Арес 3» про виживання Вотні. Усі члени його екіпажу раді звістці, але не Мелісса Льюїс, командир, яка винить себе, що залишила Марка на Марсі.
Коли другий урожай картоплі Вотні майже дозрів, дірка в полотні одного із шлюзів Будинку рветься, і руйнується уся система, а Вотні від'єднаний від неї і замкнений у пошкодженому шлюзі, також порушена герметичність його костюма та шолома. Вотні все ж виживає і ремонтує Будинок, але його рослини мертві, і знову постає загроза смерті від голоду. НАСА спішно готує безпілотний зонд, щоб відправити Вотні запаси їжі, але ракета зонда розпадається на злеті. За угодою з Китайським національним космічним управлінням (КНКУ), існує можливість спробувати ще раз відправити запаси. Через обмеження часу, НАСА стикається з невизначеною перспективою побудови ракети, чий вантаж надає шанс вижити. Між тим, астроном на ім'я Річ Пурнелл виявив «рогатку» — траєкторію, що могла б утримати Гермес і екіпаж «Ареса 3» для повернення назад на Марс на нетривалу місію з порятунку Вотні, використовуючи китайську ракету з поповненням запасів Гермес, який «Ареса 3» схопить, пролітаючи повз Землю. Сандерс накладає вето на «прийом рогатки», як занадто ризикований і такий, що несе великий ризик для інших членів екіпажу, але Мітч таємно пише маневр для Гермеса. Всі п'ять членів екіпажу Вотні домовилися особисто і узгодились з планом, і як тільки вони починають маневр, НАСА змушений відправити на їх корабель харчування, щоб зберегти їм життя.
Вотні відновлює модифікації ровера, тому що новий план порятунку вимагає від нього дістатися до запланованого місця посадки «Ares 4» і взяти участь в місії «Mars Ascent Vehicle (MAV)», який вже переніс безпілотну посадку як частину довгої підготовки до візиту людей. Під час роботи над ровером, Вотні випадково пошкоджує електроніку Pathfinder, знову втрачаючи здатність спілкуватися із Землею. Зонд постачання стикується успішно з Гермесом. Коли Вотні готується до від'їзду до кратеру Скіапареллі, НАСА виявляє, що пилова буря наближається до курсу Вотні, що потенційно небезпечно на його шляху, якщо сонячні батареї марсохода не можна буде перезарядити, але вони не мають можливості, щоб попередити його про нову небезпеку. При перетині Arabia Terra, Вотні стає відомо про сильні пилові бурі і він робить грубий вимір швидкості і напряму його руху, що дозволило йому обійти буревій.
Вотні досягає MAV у кратері Скіапареллі і відновлює контакт з НАСА. Він отримує вказівки для радикальних змін у MAV, які необхідні, щоб зменшити його вагу і дозволити йому перехопити Гермес під час його прольоту. Модифікації залишають великий отвір в передній частині MAV, який Вотні заклеює брезентом з Будинку. Під час старту брезентова латка розривається, сповільнюючи зліт MAV, і Вотні опиняється занадто далеко від Гермесу, щоб бути врятованим. Льюїс розробляє план, щоб перехопити MAV при маневрі Гермеса двигунами орієнтації, що потім сповільняться, щоб відповідати швидкості MAV. План полягає в продувці отвору в передньому шлюзі Гермеса за допомогою імпровізованої бомби. Один з членів екіпажу на прив'язі використовує Manned Maneuvering Unit, щоб досягти борту Вотні MAV і відвести до Гермеса. В заключному записі журналу, Вотні висловлює радість з приводу порятунку.

## Історія видання
Енді Вейр має досвід роботи в галузі комп'ютерних наук. Він почав писати книгу в 2009 році, досліджуючи факти для книги, щоб вона була якомога більш реалістичною на основі існуючих технологій. Вейр навчався орбітальної механіки, астрономії та історії пілотованої космонавтики.
Отримавши відмову з боку літературних агентів, Вейр виклав книгу онлайн безкоштовно на власному сайті. На прохання шанувальників він зробив Amazon Kindle версію, доступну через Amazon.com за ціною в 99 центів (мінімальна ціна, яку він міг встановити). Kindle-видання стало дуже популярним і очолило список Амазон, як найпродаваніша науково-фантастична книга, де воно продалося у кількості 35 000 копій за три місяці. Це звернуло увагу видавців: видавництво «Podium Publishing», видавець аудіокниг, отримало права на аудіокнигу в січні 2013 року, і Вейр продав права на друк також в березні 2013 року.
Книга дебютувала на New York Times Best Seller list 2 березня 2014 року в твердій палітурці, в категорії фантастика на дванадцятій позиції.

### Аудіо-книга
Марсіянин був опублікований у друці в Короні 11 лютого 2014 року, як видання-аудіокнига, випущена «Podium Publishing», перед випуском альбому у березні 2013 року на Audible.com, а пізніше вийшла на CD спільно з Brilliance Audio. Аудіокнига була номінована на Audie Award (2014) в категорії Фантастика.

## Фільм-адаптація
У березні 2013 року «Twentieth Century Fox» купила права на екранізацію і найняла сценариста Дрю Годдарда, щоб адаптувати і створити фільм. У травні 2014 року стало відомо про участь Рідлі Скотта у переговорах щодо адаптації фільму, а також про затвердження Метта Деймона на роль Марка Вотні. 3 вересня на головну жіночу роль у фільмі взяли Джессіку Честейн. Фільм планується до виходу 25 листопада 2015 року.

## Цікаві моменти
- У книзі згадується сайт www.watch-mark-watney-die.com [Архівовано 30 грудня 2021 у Wayback Machine.] (з англ. дивіться, як помирає Марк Вотні), який могли б створити люди на Землі через імовірну можливість смерті Марка Вотні. Сайт не тільки існував насправді при виході книги, але і зараз існує (липень 2024).

## Переклади українською
Професійні:
- Видавництво КМ-Букс:
  - Обкладинка 2015 року:

Обкладинка першого українського видання (2015)

    - (130х205 мм) Енді Вейр. Марсіянин. Переклад з англійської: Віра Назаренко, Київ: KM Publishing. 2015. 416 стор. ISBN 978-966-923-060-7[11]

  - Обкладинка 2017 року:
    - (малий варіянт: 113х165 мм) Енді Вейр. Марсіянин. Переклад з англійської: Віра Назаренко, Київ: КМ-Букс. 2017. 448 стор. ISBN 978-617-7489-19-0[1]
    - (великий варіянт: 130х200 мм) Енді Вейр. Марсіянин. Переклад з англійської: Віра Назаренко, Київ: КМ-Букс. 2021. 416 стор. ISBN 978-966-948-630-1[12]

Аматорські:
- Енді Веар. Марсіянин. Переклад з англійської: forever_maggot, Львів: Hurtom. 2015. 284 стор.
- Енді Веар. Марсіянин. Переклад з англійської: mosketrem, Львів: Hurtom. 2015. 221 стор.